# Wernerkrauseite
La wernerkrauseite (simbolo IMA: Wkr) è un minerale della famiglia degli "ossidi e idrossidi" appartenente al supergruppo della marokite con composizione chimica CaFe3+2Mn4+O6.

## Etimologia e storia
La wernerkrauseite è stata chiamata in questo modo in onore del dottor Werner Krause, un chimico ricercatore nel settore chimico che ha descritto diversi nuovi minerali secondari.

## Classificazione
Essendo un minerale scoperto e approvato dall'Associazione Mineralogica Internazionale (IMA) nel 2014, la wernerkrauseite non compare nella nona edizione della sistematica dei minerali di Strunz, aggiornata dall'IMA fino al 2009 e ancora molto usata; nell'edizione successiva, proseguita dal database "mindat.org" e chiamata Classificazione Strunz-mindat, elenca la wernerkrauseite nella classe "4. Ossidi (idrossidi, V[5,6] vanadati, arseniti, antimoniti, bismutiti, solfiti, seleniti, telluriti, iodati)" e nella sottoclasse "4.B Metallo:Ossigeno = 3:4 e simili"; questa viene ulteriormente suddivisa in base alla dimensione dei cationi coinvolti, in modo che la wernerkrauseite possa essere trovata nella sezione "4.BB Con soltanto cationi di media dimensione" dove insieme a qandilite, cromite, filipstadite, jacobsite, harmunite, zincocromite, deltalumite, franklinite, cocromite, nicromite, hercynite, gahnite, galaxite, guite, coulsonite, vuorelainenite, spinello, cuprospinello, manganocromite, magnesiocoulsonite, trevorite, magnesiocromite, magnesioferrite, magnetite e ulvöspinello, con le quali forma il sistema nº 4.BB.05.
Nella Sistematica dei lapis (Lapis-Systematik) di Stefan Weiß la wernerkrauseite compare nella classe degli "ossidi" e nella sottoclasse degli "ossidi con rapporto metallo/ossigeno = 3:4 (tipo spinello M3O4 e composti correlati)" dove forma il sistema nº IV/B.05 insieme a hausmannite, iwakiite, hetaerolite, idrohetaerolite, xieite, marokite, harmunite, tegengrenite e filipstadite.

## Abito cristallino
La wernerkrauseite cristallizza nel sistema ortorombico col gruppo spaziale Pnma (gruppo nº 62) con le costanti reticolari a = 9,0548(2) Å, b = 2,8718(1) Å e c = 10,9908(2) Å, oltre a 8/3 di unità di formula per cella unitaria.

## Origine e giacitura
La wernerkrauseite è stata trovata in minerali in fase avanzata formatisi durante il metamorfismo retrogrado di xenoliti fortemente alterate all'interno di basalto alcalino; il minerale è in paragenesi con ettringite-thaumasite, idrocalumite, jennite, katoite, portlandite, magnesioferrite e perovskite.
Il minerale è molto raro ed è stato trovato solo nella sua località tipo, la cava "Caspar" nel circondario di Mayen-Coblenza (Renania-Palatinato, Germania).

## Forma in cui si presenta in natura
La wernerkrauseite si presenta in natura come cristalli prismatici, aciculari striati lungo l'allungamento, con sezioni trasversali rombiche e con dimensioni fino a 0,5 mm; il colore del minerale è nero, così come il suo striscio, i cristalli mostrano una lucentezza smaltata e semimetallica.